# 東谷村 (富山県)
東谷村（ひがしだにむら）は、かつて富山県中新川郡にあった村。

## 概要
白岩川上流、立山連峰の西北山麓の地域で、林業、養蚕、畑作に従事していた。

## 沿革
- 1889年（明治22年）4月1日 - 町村制の施行により、上新川郡上白岩村、四谷尾村、谷口村、虫谷村、六郎谷村、目桑村、谷村、長倉村、城前村、小又村、松倉村及び座主坊村の区域をもって、上新川郡東谷村が発足する。役場は日中上野戸長役場より分離し、上白石安楽寺に設置[3]。当時の戸数は430戸、人口2,456人[2]。
- 1893年（明治26年）6月 - 上白岩山ノ下21ノ甲に坪面積13坪7合の2階造りの村役場を建ててここに移る[3]。
- 1896年（明治29年）3月29日 - 郡制の施行のため、上新川郡の区域から分立して、中新川郡が発足により、中新川郡に所属となる。
- 1912年（明治45年）6月 - 旧村役場が狭隘になったため、当時新たに建設された伝染病隔離病舎内に移転[3]。
- 1954年（昭和29年）1月10日 - 中新川郡雄山町、上段村、釜ヶ淵村、立山村、東谷村及び利田村が合併して、中新川郡立山町が発足する。

## 歴代村長
出典→
1. 和田喜兵衛（1889年5月25日 - 1892年8月1日）
2. 阿閉義一（1892年9月12日 - 1896年9月11日）
3. 松下宗作（1896年9月14日 - 1897年12月1日）
4. 和田喜兵衛（1899年1月7日 - 1901年1月6日）
5. 和田喜兵衛（1901年1月7日 - 1904年1月9日）
6. 筒井仁助（1904年1月23日 - 1906年3月26日）
7. 阿閉義一（1906年4月19日 - 1908年1月4日）
8. 戸田留次郎（1908年1月29日 - 1911年1月28日）
9. 戸田留次郎（1911年11月29日 - 1915年1月28日）
10. 中尾松次郎（1915年1月29日 - 1916年4月19日）
11. 和田喜一（1916年7月6日 - 1919年8月23日）
12. 阿閉義一（1920年1月22日 - 1921年11月14日）
13. 筒井伊作（1921年12月8日 - 1925年9月25日）
14. 清水彦五郎（1925年9月25日 - 1926年2月22日）
15. 阿閉静昌（1926年4月1日 - 1928年9月29日）
16. 大后松二（1928年10月15日 - 1931年3月14日）
17. 和田喜一（1932年8月1日 - 1936年7月31日）
18. 和田喜一（1936年8月1日 - 1940年7月31日）
19. 和田喜一（1940年8月1日 - 1944年7月31日）
20. 和田喜一（1944年8月1日 - 1946年12月23日）
21. 松下宗次（1947年4月6日 - 1951年4月5日）
22. 松下宗次（1951年4月20日 - 1954年1月10日）